# Dioecrescis
Dioecrescis es un género de plantas con flores perteneciente a la familia de las rubiáceas. Incluye una sola especie: Dioecrescis erythroclada (Kurz) Tirveng. (1983).